# Eleição municipal de Araraquara em 2000
A eleição municipal de Araraquara em 2000 foi o 13.º pleito eleitoral realizado na história do município. Ocorreu oficialmente em 1 de outubro e foi disputada em turno único, dado que Araraquara por não ter 200 000 eleitores registrados e aptos ao voto, não atende ao critério eleitoral definido pelo inciso II do artigo n.º 29 da Constituição Federal para a realização de um 2.º turno caso nenhum dos candidatos a prefeito alcance maioria absoluta dos votos. Neste caso, o(a) vencedor(a) é escolhido por maioria simples.
Segundo dados do Tribunal Superior Eleitoral, 117 971 eleitores compunham o eleitorado araraquarense apto a eleger 1 prefeito, 1 vice–prefeito e 21 vereadores para a Câmara Municipal em 2000.

## Candidaturas oficiais
Foi a partir desta eleição que passou a vigorar no âmbito municipal a Lei n.º 9100/1995, responsável por regulamentar as atividades desempenhadas pelos partidos políticos, estabecendo dentre outras regras a possibilidade de formação de coligações partidárias tanto para as eleições majoritárias que escolhem os prefeitos quanto para as eleições proporcionais de lista aberta que escolhem os vereadores.
| N.º | Nome                  | Partido | Vice                      | Coligação                                           | Situação   |
| --- | --------------------- | ------- | ------------------------- | --------------------------------------------------- | ---------- |
| 13  | Edinho Silva          | PT      | Sérgio Médici (PSB)       | Frente Democrática e Popular PT / PSB / PCdoB       | Eleito     |
| 15  | Marcelo Barbieri      | PMDB    | José Carlos Porsani (PFL) | Viver Araraquara PMDB / PFL / PPB / PDT / PSL / PMN | Não eleito |
| 23  | Roberto Massafera     | PPS     | Marcello Caramuru (PPS)   | Araraquara Somos Nós PPS / PTB / PSD / PV           | Não eleito |
| 31  | Prof.º Daury Speranza | PHS     | Pedro Ivo Barbosa (PHS)   | partido isolado                                     | Não eleito |
| 45  | Coca Ferraz           | PSDB    | Eduardo Michetti (PSDB)   | partido isolado                                     | Não eleito |

## Resultados eleitorais

### Poder Executivo
Em um pleito eleitoral marcado pela existência de 4 candidaturas competitivas na disputa pela Prefeitura, o ex-vereador à época Edinho Silva (PT) sagrou-se vencedor do pleito ao ser o candidato mais votado, conquistando 35 355 votos, o equivalente a 36,68% dos votos válidos. Esta foi a primeira vitória de um candidato progressista e de esquerda na história política de Araraquara, que desde o período da Ditadura Militar era governada inicialmente por ARENA e MDB e depois pelos partidos políticos derivados destas antigas legendas partidárias.
| Candidatos a prefeito(a)   | Candidatos a prefeito(a)    | Candidatos a vice-prefeito(a) | Votação | Votação     |
| Candidatos a prefeito(a)   | Candidatos a prefeito(a)    | Candidatos a vice-prefeito(a) | Total   | Porcentagem |
| -------------------------- | --------------------------- | ----------------------------- | ------- | ----------- |
|                            | Edinho Silva (PT)           | Sérgio Médici (PSB)           | 35 355  | 36,68%      |
|                            | Marcelo Barbieri (PMDB)     | José Carlos Porsani (PFL)     | 26 010  | 26,98%      |
|                            | Roberto Massafera (PPS)     | Marcello Caramuru (PPS)       | 19 804  | 20,54%      |
|                            | Coca Ferraz (PSDB)          | Eduardo Michetti (PSDB)       | 14 330  | 14,87%      |
|                            | Prof.º Daury Speranza (PHS) | Pedro Ivo Barbosa (PHS)       | 898     | 0,93%       |
| Total de votos válidos     | Total de votos válidos      | Total de votos válidos        | 96 397  | 96 397      |
| Votos apurados             |                             |                               |         |             |
| Votos válidos              | Votos válidos               | Votos válidos                 | 96 397  | 93,37%      |
| Votos em branco            | Votos em branco             | Votos em branco               | 2 789   | 2,70%       |
| Votos nulos                | Votos nulos                 | Votos nulos                   | 4 062   | 3,93%       |
| Total de votos apurados    | Total de votos apurados     | Total de votos apurados       | 103 248 | 103 248     |
| Participação do eleitorado |                             |                               |         |             |
| Comparecimentos            | Comparecimentos             | Comparecimentos               | 103 248 | 87,52%      |
| Abstenções                 | Abstenções                  | Abstenções                    | 14 723  | 12,48%      |
| Total de eleitores aptos   | Total de eleitores aptos    | Total de eleitores aptos      | 117 971 | 117 971     |
| Fonte: Fundação SEADE      |                             |                               |         |             |

### Poder Legislativo
No sistema proporcional, pelo qual são eleitos os vereadores, o voto dado a um(a) candidato(a) é primeiro considerado para a coligação da qual o partido em que ele(a) é filiado(a) faz parte. O total de votos da coligação é o que define quantas cadeiras o partido terá. Definidas as cadeiras, os candidatos(as) mais votados(as) do partido são chamados a ocupá-las.
Abaixo encontram-se os candidatos a vereador eleitos, reeleitos e os que ficaram como suplentes para a 13.ª legislatura, iniciada em 1 de janeiro de 2001 e concluída em 31 de dezembro de 2004.
| N.º   | Candidato(a)            | Coligação        | Votos obtidos | Porcentagem | Situação    |
| ----- | ----------------------- | ---------------- | ------------- | ----------- | ----------- |
| 15662 | Deodata do Amaral       | PMDB / PMN       | 4 035         | 4,24%       | Eleito(a)   |
| 13660 | Vera Lúcia              | PT / PSB / PCdoB | 2 246         | 2,36%       | Eleito(a)   |
| 23666 | Ronaldo Napeloso        | PPS              | 1 785         | 1,87%       | Reeleito(a) |
| 45682 | Dudu Lauand             | PSDB             | 1 498         | 1,57%       | Reeleito(a) |
| 11602 | Manço                   | PPB              | 1 494         | 1,57%       | Reeleito(a) |
| 11666 | Doutor Anuar            | PPB              | 1 306         | 1,37%       | Eleito(a)   |
| 25678 | Valderico Jóe           | PFL              | 1 304         | 1,37%       | Reeleito(a) |
| 11631 | Juliana Damus           | PPB              | 1 254         | 1,32%       | Eleito(a)   |
| 13692 | Nola Sá                 | PT / PSB / PCdoB | 1 249         | 1,31%       | Eleito(a)   |
| 45640 | Amador Bandeira         | PSDB             | 1 231         | 1,29%       | Reeleito(a) |
| 13601 | Edna Martins            | PT / PSB / PCdoB | 1 208         | 1,27%       | Eleito(a)   |
| 15613 | Elias Chediek Neto      | PMDB / PMN       | 1 157         | 1,21%       | Eleito(a)   |
| 15615 | Helenita Turci          | PMDB / PMN       | 1 115         | 1,17%       | Reeleito(a) |
| 45655 | Gaeta                   | PSDB             | 1 075         | 1,13%       | Suplente    |
| 13610 | Nascimento do Sindicato | PT / PSB / PCdoB | 1 071         | 1,12%       | Eleito(a)   |
| 23622 | Jurandi Reis            | PPS              | 1 053         | 1,11%       | Reeleito(a) |
| 15670 | Pastor Raimundo         | PMDB / PMN       | 1 042         | 1,09%       | Eleito(a)   |
| 23608 | Mário Hokama            | PPS              | 1 039         | 1,09%       | Reeleito(a) |
| 23888 | Douglas Beretta         | PPS              | 981           | 1,03%       | Suplente    |
| 11622 | Flávio Ferraz           | PPB              | 964           | 1,01%       | Suplente    |
| 23612 | Ítalo José Rampani      | PPS              | 929           | 0,98%       | Suplente    |
| 11650 | Mário Joel Malara       | PPB              | 896           | 0,94%       | Suplente    |
| 23623 | Omar de Souza           | PPS              | 891           | 0,94%       | Suplente    |
| 22660 | Marcos Cabelereiro      | PL / PDT         | 873           | 0,92%       | Eleito(a)   |
| 13677 | Chico Paiva             | PT / PSB / PCdoB | 856           | 0,90%       | Suplente    |
| 45625 | Vanildo                 | PSDB             | 854           | 0,90%       | Suplente    |
| 11680 | Pezão                   | PPB              | 842           | 0,88%       | Suplente    |
| 22651 | Boizinho                | PL / PDT         | 832           | 0,87%       | Suplente    |
| 11611 | Professor Oacy Ellero   | PPB              | 831           | 0,87%       | Suplente    |
| 14614 | Edno Pacheco            | PTB / PV         | 822           | 0,86%       | Eleito(a)   |
| 23696 | Doutor Tanache          | PPS              | 810           | 0,85%       | Suplente    |
| 13630 | Everson                 | PT / PSB / PCdoB | 803           | 0,84%       | Suplente    |
| 15655 | Bispo                   | PMDB / PMN       | 794           | 0,83%       | Suplente    |
| 14650 | Idelmo Pantera          | PTB / PV         | 774           | 0,81%       | Eleito(a)   |
| 14699 | Valter                  | PTB / PV         | 750           | 0,79%       | Suplente    |
| 14633 | Torrezan                | PTB / PV         | 741           | 0,78%       | Suplente    |
| 14611 | Zezinho                 | PTB / PV         | 730           | 0,77%       | Suplente    |
| 15675 | Pedrinho Baptistini     | PMDB / PMN       | 710           | 0,75%       | Suplente    |
| 11620 | Fuji                    | PPB              | 694           | 0,73%       | Suplente    |
| 11614 | Fraiz                   | PPB              | 688           | 0,72%       | Suplente    |
| 23654 | Antonietto              | PPS              | 680           | 0,71%       | Suplente    |
| 15640 | Padre Fernando Fraga    | PMDB / PMN       | 673           | 0,71%       | Suplente    |
| 41666 | Anderson Haddad         | PSD              | 644           | 0,68%       | Eleito(a)   |